# Marginella sebastiani
Espèce
Marginella sebastiani est une espèce de mollusque gastéropodes marins appartenant à la famille des Marginellidae.
- Répartition : Sénégal.
- Longueur : 4 cm.

## Source
- Arianna Fulvo et Roberto Nistri (2005). 350 coquillages du monde entier. Delachaux et Niestlé (Paris) : 256 p.  (ISBN 2-603-01374-2)